# Al-Jalil SC (Jordanien)
Der Al-Jalil Sport Club (arabisch نادي الجليل) ist ein jordanischer Sportklub mit Sitz in der Stadt Irbid. Aktuell spielt der Verein in der ersten Liga.

## Erfolge
- Jordan Shield Cup: 2021

## Stadion
Der Verein trägt seine Heimspiele im Stadion Al-Hasan in Irbid aus. Das Stadion hat ein Fassungsvermögen von 12.000 Personen.